# Königsfeld (Eifel)
Pour les articles homonymes, voir Königsfeld.
Königsfeld est une municipalité allemande située dans le land de Rhénanie-Palatinat et l'arrondissement d'Ahrweiler.

## Monuments historiques
- Cimetière juif de Königsfeld

## Source
- (de) Cet article est partiellement ou en totalité issu de l’article de Wikipédia en allemand intitulé « Königsfeld (Eifel) » (voir la liste des auteurs).